# جيم كوبلاند
جيم كوبلاند (بالإنجليزية: Jim Copeland)‏ هو لاعب كرة قدم أمريكية أمريكي، ولد في 5 مارس 1945 في شارلوتسفيل في الولايات المتحدة، وتوفي بنفس المكان في 4 يونيو 2010 بسبب سرطان.

## وصلات خارجية
- جيم كوبلاند على موقع مرجع كرة القدم المحترفة.كوم (الإنجليزية)